# 圖爾兵阿
圖爾兵阿，正黄旗人，清朝政治人物。举人出身。
乾隆二十四年（1759年），擔任清朝廣州府南海縣知縣。后由丁亭接任。